# 지크프리트 (오페라)

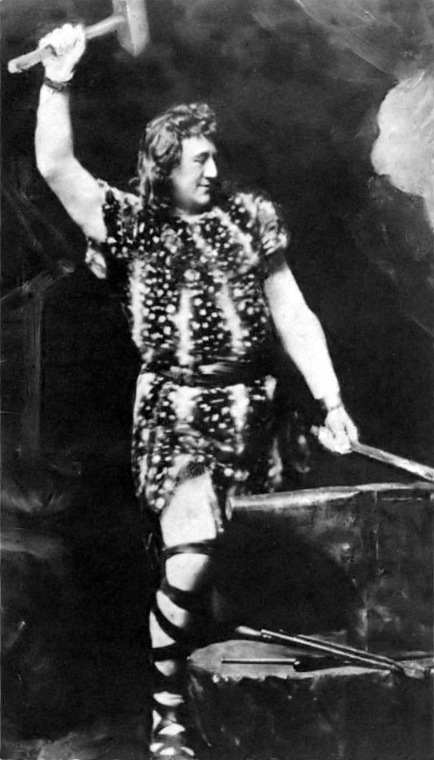

《지크프리트》(Siegfried)는 리하르트 바그너의 《니벨룽의 반지》(Der Ring des Nibelungen) 가운데 제2부 악장 작품이다. 북유럽 신화를 바탕으로 하고 있다.
니벨룽의 반지(Der Ring des Nibelungen)는 독일의 작곡가 리하르트 바그너가 작곡한 4개의 서사 악극의 모임이다. 이 오페라들은 북유럽 전설인 노르세 이야기(the Norse sagas)와 니벨룽의 노래에 기초하지만 완전히 같지는 않다. 이들을 대개 ‘반지 사이클’ 또는 ‘바그너의 반지’, 또는 간단히 ‘반지’라고 부른다. 바그너 혼자 대본을 쓰고 음악을 작곡했다. 다 만드는 데는 1848년부터 1874년까지 약 26년이 걸렸다. 반지를 이루는 4개의 악극은 다음의 순서대로 상연된다.
1. 라인의 황금(Das Rheingold 라인골트)
2. 발퀴레(Die Walküre)
3. 지크프리트(Siegfried)
4. 신들의 황혼(Götterdämmerung 괴터데머룽)

각각의 작품들은 독립적이지만 완전한 이해를 위해서는 작곡가가 의도한 바와 같이 4개 모두(또는 전야제 작품인 라인의 황금을 제외하더라도 3개)를 같이 봐야 한다. 